# Catonia lunata
Catonia lunata är en insektsart som beskrevs av Metcalf 1923. Catonia lunata ingår i släktet Catonia och familjen vedstritar. Inga underarter finns listade i Catalogue of Life.